# Una Merkel

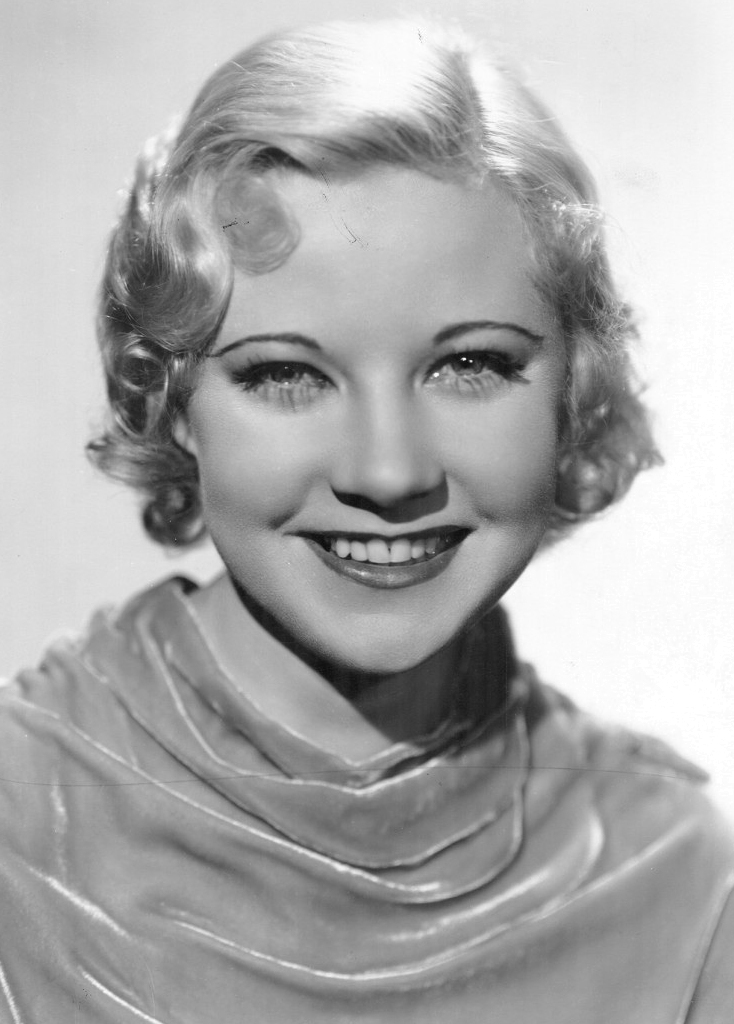
Una Merkel, 1934.

Una Merkel, född 10 december 1903 i Covington, Kentucky, död 2 januari 1986 i Los Angeles, Kalifornien, var en amerikansk skådespelare. Merkel medverkade framförallt under 1930-talet i ett stort antal Hollywoodfilmer där hon vanligtvis gjorde den större kvinnliga birollen. Hon nominerades 1962 till en Oscar för bästa kvinnliga biroll i filmen Flyende sommar. Totalt medverkade hon i runt 100 filmer, samt ett mindre antal TV-produktioner.
Merkel medverkade även i sju scenproduktioner på Broadway under åren 1916-1959.
Una Merkel har en stjärna på Hollywood Walk of Fame vid adressen 6262 Hollywood Blvd.

## Filmografi i urval
- 1924 – Love's Old Sweet Song
- 1931 – Falken från Malta
- 1932 – Den rödhåriga kvinnan
- 1933 – 42:a gatan
- 1933 – Akta er för gnistor!
- 1933 – Skönhet till salu
- 1934 – Ett farligt möte
- 1934 – Glada änkan
- 1936 – Speed
- 1936 – Mitt liv är en dans
- 1937 – Kunna dessa ögon ljuga?
- 1937 – Saratoga
- 1939 – Ingen ängel
- 1939 – Mannen från andra sidan
- 1952 – Med en sång i mitt hjärta
- 1952 – Glada änkan
- 1959 – När var tar sin
- 1961 – Föräldrafällan
- 1961 – Flyende sommar